# Ludwig von Stinglheim zu Karpfenstein

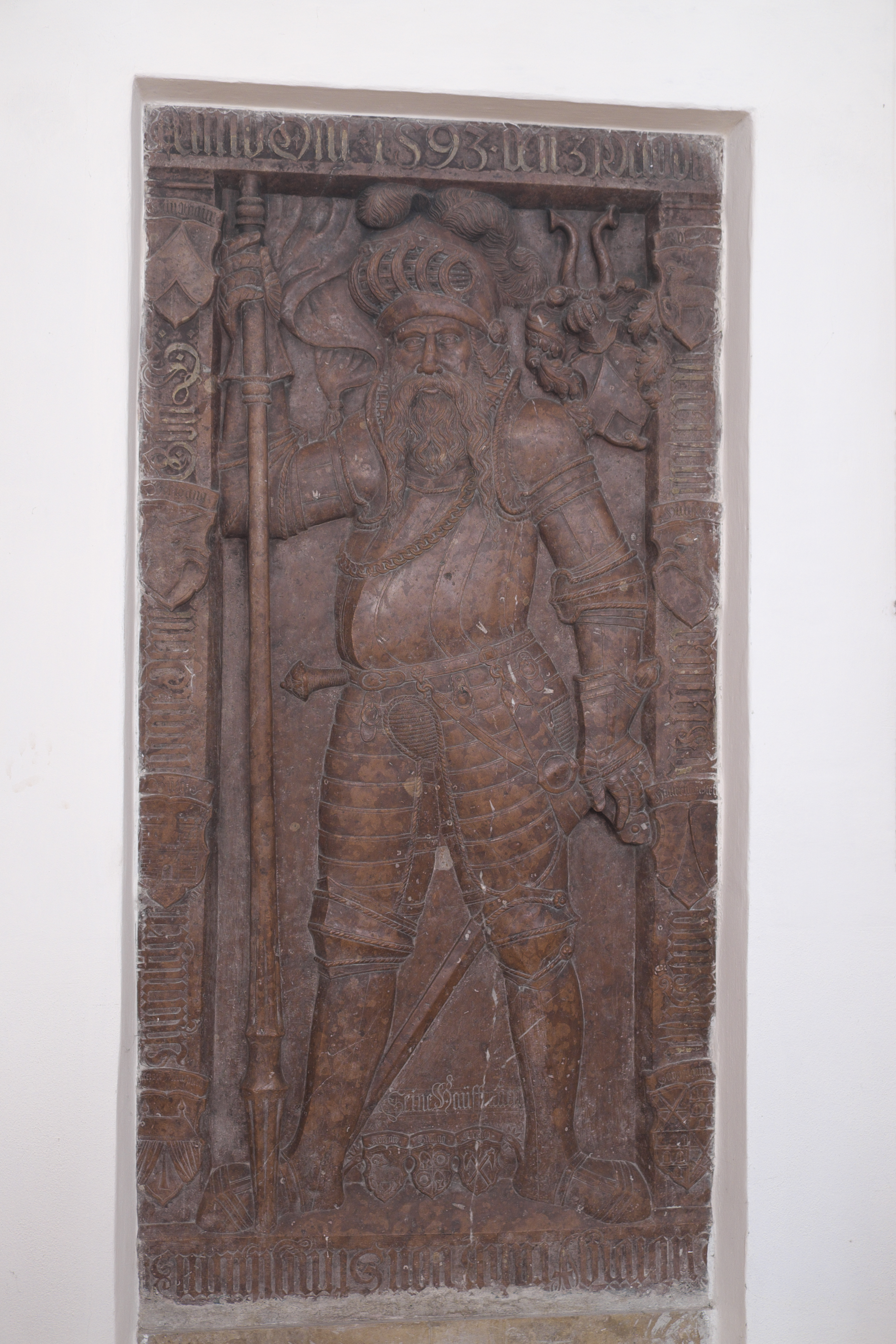
Grabstein für Ludwig von Stinglheim in der Stadtpfarrkirche St. Laurentius in Neustadt an der Donau

Ludwig von Stinglheim zu Karpfenstein († 31. Oktober 1593) war Hofmarkherr und Pfleger in Neustadt an der Donau.

## Leben

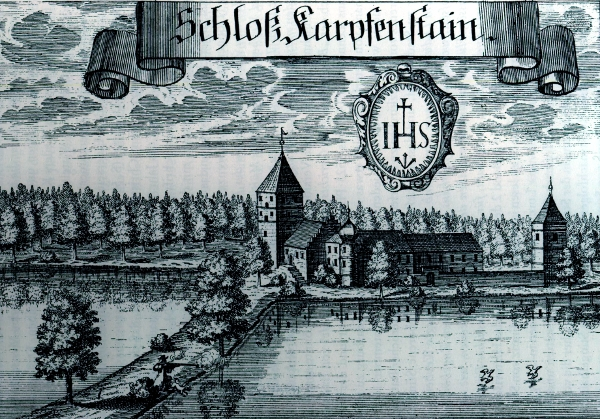
Schloss Karpfenstein: Michael Wening, um 1700

Freiherr von Stinglheim  war Grundherr zu Karpfenstein und Pfleger der Stadt Neustadt an der Donau. Auf dem Gebiet des jetzigen Weilers Karpfenstein befand sich eine Hofmark, die den Herren von Stinglheim gehörte. Diese errichteten dort ein heute nicht mehr existierendes Schloss und betrieben ein Teichgut. Das Geschlecht derer von Stinglheim entstammt dem Ort Thürnthenning.
Seine Grabplatte aus Rotmarmor befindet sich in der katholischen Stadtpfarrkirche St. Laurentius in Neustadt an der Donau. Das Renaissancerelief zeigt den ritterlich Gerüsteten in Ganzfigur.